# Avenida Teniente General Riccheri
La avenida Teniente General Riccheri (mal citado como "Ricchieri" en la nomenclatura de las calles), más conocida solamente como Riccheri, es una de las principales calles de la localidad de Bella Vista, ubicada en el partido de San Miguel en la provincia de Buenos Aires.

## Toponimia
Debe su nombre a Pablo Riccheri, militar especialmente recordado por la ley que estableció el servicio militar obligatorio (en 1901), y por haber sustraído los dientes del general Manuel Belgrano durante la ceremonia de exhumación (en 1902).

## Recorrido
Comienza en el cruce con la calle Pardo y termina en el cruce con la avenida Senador Morón. Tiene un recorrido de unos 1,8 km aproximadamente.

### Cruces importantes
- 0: Inicio de la avenida en su intersección con la calle Pardo.
- 200: Cruce con la calle Corrientes.
- 400: Cruce con la avenida Santa Fe.
- 600: Cruce con la calle Sourdeaux.
- 800: Cruce con la avenida San Martín.
- 1.000: Fin en su intersección con la avenida Senador Morón.